# Phong Thạnh Tây A
Phong Thạnh Tây A là một xã thuộc huyện Phước Long, tỉnh Bạc Liêu, Việt Nam.

## Địa lý
Xã Phong Thạnh Tây A nằm ở phía tây nam huyện Phước Long, có vị trí địa lý:
- Phía đông giáp xã Vĩnh Phú Tây và thị xã Giá Rai
- Phía tây giáp tỉnh Cà Mau
- Phía nam giáp xã Phong Thạnh Tây B
- Phía bắc giáp xã Phước Long và huyện Hồng Dân.

Xã Phong Thạnh Tây A có diện tích 55,97 km², dân số năm 2022 là 13.223 người, mật độ dân số đạt 236 người/km².

## Hành chính
Xã Phong Thạnh Tây A được chia thành 7 ấp: 1A, 1B, 2B, 3 , 8, 8A, 8B.

## Lịch sử
Sau năm 1975, xã Phong Thạnh Tây thuộc huyện Hồng Dân.
Ngày 20 tháng 12 năm 1975, Bộ Chính trị Đảng Cộng sản Việt Nam ban hành Nghị quyết số 19/NQ về việc điều chỉnh lại việc hợp nhất tỉnh ở miền Nam Việt Nam cho sát với tình hình thực tế, theo đó tỉnh Cà Mau và tỉnh Bạc Liêu được tiến hành hợp nhất vào ngày 1 tháng 1 năm 1976 với tên gọi ban đầu là tỉnh Cà Mau – Bạc Liêu. Khi đó, xã 
Phong Thạnh Tây thuộc huyện Hồng Dân, tỉnh Cà Mau – Bạc Liêu.
Ngày 10 tháng 3 năm 1976, Ban đại diện Trung ương Đảng và Chính phủ về việc đổi tên tỉnh Cà Mau – Bạc Liêu thành tỉnh Minh Hải. Khi đó, xã Phong Thạnh Tây thuộc huyện Hồng Dân, tỉnh Minh Hải.
Ngày 29 tháng 12 năm 1978, Hội đồng Chính phủ ban hành Quyết định số 326-CP về việc chuyển xã Phong Thạnh Tây huyện Hồng Dân về huyện Phước Long mới thành lập quản lý.
Ngày 25 tháng 7 năm 1979, Hội đồng Bộ trưởng ban hành Quyết định số 275-CP về việc chia xã Phong Thạnh Tây thành 3 xã: Phong Dân, Phong Hòa và Phong Hiệp.
Ngày 17 tháng 5 năm 1984, Hội đồng Bộ trưởng ban hành Quyết định số 75-HĐBT về việc sáp nhập các xã Phong Dân, Phong Hòa, Phong Hiệp, Phước Tây thuộc huyện Phước Long vào huyện Hồng Dân quản lý.
Ngày 14 tháng 2 năm 1987, Hội đồng Bộ trưởng ban hành Quyết định số 33B-HĐBT về việc:
- Giải thể xã Phước Tây để sáp nhập vào xã Phước Long và xã Phong Hiệp.
- Tách một phần diện tích và dân số của xã Phước Tây để sáp nhập vào xã Phong Hiệp.
- Tách một phần diện tích và dân số của xã Vĩnh Tiến để sáp nhập vào xã Phong Hòa.

Xã Phong Hiệp có 4.938 ha đất và 6.460 nhân khẩu.
Xã Phong Hòa có 2.858 ha đất và 5.227 nhân khẩu.
Ngày 9 tháng 11 năm 1990, Ban Tổ chức Chính phủ ban hành Quyết định số 483/QĐ-TCCP về việc thành lập xã Phong Thạnh Nam trên cơ sở 3 xã: Phong Hòa, Phong Hiệp, Phong Dân.
Ngày 6 tháng 11 năm 1996, Quốc hội ban hành Nghị quyết về việc chia tỉnh Minh Hải thành tỉnh Bạc Liêu và tỉnh Cà Mau. Khi đó, xã Phong Thạnh Nam thuộc huyện Hồng Dân, tỉnh Bạc Liêu.
Ngày 25 tháng 9 năm 2000, Chính phủ ban hành Nghị định số 51/2000/NĐ-CP về việc chuyển xã Phong Thạnh Nam thuộc huyện Hồng Dân về huyện Phước Long mới thành lập quản lý.
Ngày 24 tháng 12 năm 2003, Chính phủ ban hành Nghị định số 166/2003/NĐ-CP về việc thành lập xã Phong Thạnh Tây A trên cơ sở điều chỉnh 5.664 ha diện tích tự nhiên và 9.436 nhân khẩu của xã Phong Thạnh Nam.